# Laverne
Laverne – miasto w Stanach Zjednoczonych, w stanie Oklahoma, w hrabstwie Harper.